# Elecciones estatales de Nuevo León de 1973
Las elecciones estatales de Nuevo León de 1973 se llevó a cabo en dos jornadas, la primera el domingo 1 de julio de 1973, simultáneamente con las principales Elecciones federales y en ellas se renovaron los siguientes cargos populares en Nuevo León:
- Gobernador de Nuevo León Titular del Poder Ejecutivo y del Estado mexicano, electo para un período de seis años, no reelegibles en ningún caso. El candidato electo fue Pedro Zorrilla Martínez.
- 42 diputados al Congreso del estado, electos por una mayoría de cada uno de los distritos electorales.

Y la segunda el domingo 11 de noviembre de 1973 en que se eligió:
- 51 ayuntamientos, formados por un presidente municipal y regidores, electo para un período de tres años no reelegibles de manera inmediata.

## Resultados Electorales

### Gobernador
- Pedro Zorrilla Martínez  Hecho

### Ayuntamientos

#### Ayuntamiento de Monterrey
- Leopoldo González Sáenz  Hecho